# Hollis Thompson
Hollis Thompson (Pasadena, 3 de abril de 1991) é um jogador norte-americano de basquete profissional que atualmente joga pelo Olympiacos BC, disputando a Euroliga.